# تمرینات تداومی
تمرینات تداومی (به انگلیسی: Continuous Training)، فعالیت‌هایی هستند که به صورت مداوم و پیوسته و بدون وهله‌های استراحتی و یا ریکاوری در بین آن‌ها انجام می‌گردند؛ بر همین مبنا، معمولاً شدت این تمرینات ملایم و آهسته می‌باشند. این تمرینات معمولاً هوازی و استقامتی هستند.
در مقابل این تمرینات، تمرینات تناوبی قرار دارند.